# 日本空手道道場会
一般社団法人日本空手道道場会（にほんからてどうどうじょうかい）は、空手団体の一つ。
全日本空手道連盟（全空連）の参加団体の一つであり、松濤館流を標榜する。
全日本空手道松涛館に加盟している。